# Cosminele (gmina)
Cosminele – gmina w Rumunii, w okręgu Prahova. Obejmuje miejscowości Cosmina de Jos, Cosmina de Sus, Drăghicești i Poiana Trestiei. W 2011 roku liczyła 1068 mieszkańców.